# Appaloosa (film 1966)
The Appaloosa – amerykański film fabularny (western) w reżyserii Sidneya J. Furiego, powstały w roku 1966 na podstawie powieści Roberta MacLeoda. Film kręcono w Meksyku.

## Fabuła
Rok 1870. Do miasteczka Ojo Prieto na pograniczu meksykańsko-amerykańskim przybywa pewnego dnia samotny jeździec - Matt Fletcher na pięknym, dropiatym koniu. Pierwsze kroki kieruje do kościoła, aby się wyspowiadać. W kościele zauważa piękną, młodą Meksykankę, Trini. Nie wie, że to kochanka Chuya Mediny, Meksykanina, który wraz ze swymi pistoleros trzęsie całą okolicą. Po powrocie do domu Trini oskarża spotkanego w kościele gringo o rzekome zalecanie się do niej. Urażony w męskiej dumie Chuy udaje się do kościoła, aby policzyć się z rywalem. Ale jego ludzie przynoszą mu tymczasem wiadomość, że Trini uciekła i to na koniu Matta. Widziało to wielu świadków. Takiej zniewagi Chuy nie może już znieść. By ratować honor, oświadcza zebranym, że dziewczyna, którą jego ludzie zdążyli już sprowadzić z powrotem, chciała tylko wypróbować wierzchowca, zanim Chuy dobije z Mattem targu. Ale zaskoczony Fletcher wcale nie zamierza sprzedawać konia. Zabiera go i wyrusza w dalszą drogę. Celem jego podróży jest położone na odludziu ubogie gospodarstwo Paco i Any - przybranej, meksykańskiej rodziny Matta, który po latach tułaczki wraca do bliskich. Zamierza tam zbudować rancho z prawdziwego zdarzenia i hodować konie rasy appaloosa. Początek hodowli ma dać piękny ogier, na którym Matt wraca do domu. Ale zanim uroczyste i zakrapiane alkoholem powitanie dobiega końca, Chuy i jego ludzie uprowadzają ogiera. Upokorzony, ograbiony Matt postanawia odzyskać swoją własność, chociaż Paco i Ana szczerze mu odradzają. Niepomny ich przestróg, Matt wyrusza śladem Mediny do Meksyku.

## Obsada
- Marlon Brando jako Matt Fletcher
- John Saxon jako Chuy Medina
- Anjanette Comer jako Trini
- Emilio Fernández jako Lazaro
- Míriam Colón jako Ana
- Rafael Campos jako Paco
- Frank Silvera jako Ramos

## Nagrody i nominacje
24. ceremonia wręczenia Złotych Globów
- Najlepszy aktor drugoplanowy – John Saxon (nominacja)